# Stenstjärnen (Bjurholms socken, Ångermanland)
Stenstjärnen är en sjö i Bjurholms kommun i Ångermanland och ingår i Lögdeälvens huvudavrinningsområde. Sjön har en area på 0,0596 kvadratkilometer och ligger 309,1 meter över havet.

## Delavrinningsområde
Stenstjärnen ingår i det delavrinningsområde (709984-164205) som SMHI kallar för Utloppet av Mörtsjön. Medelhöjden är 313 meter över havet och ytan är 4,54 kvadratkilometer. Räknas de 14 avrinningsområdena uppströms in blir den ackumulerade arean 46,21 kvadratkilometer. Holmsjöbäcken som avvattnar avrinningsområdet har biflödesordning 2, vilket innebär att vattnet flödar genom totalt 2 vattendrag innan det når havet efter 95 kilometer. Avrinningsområdet består mestadels av skog (76 procent) och sankmarker (12 procent). Avrinningsområdet har 0,41 kvadratkilometer vattenytor vilket ger det en sjöprocent på 9,1 procent.